# 冴島鋭士
冴島 鋭士（さえじま えいじ）は日本のゲームデザイナー。北海道札幌市在住。
TRPG、TCG、PBM、PBW、携帯ゲーム、Webコンテンツ、クイズ等のデザインを手掛ける。コスモエンジニアリング、テラネッツのメインスタッフを経て、現在はレクシィ株式会社（REXi）代表。
2023年5月10日にボードゲームとスープカリーBAR「ドラゴンブレス」を札幌のすすきのに開店し、同店舗の店長を務める。
主な作品として、汎用TRPGシステムのAsuraシステム、阿修羅fantasyシリーズ、竜創騎兵ドラグーンシリーズ、オーダーメイドコム、汎用TCGシステムのAsuraSystemTCG、エターナル・ヴォイスTCG、PBWの神代七代学園Xなどがある。

## 主な作品

### TRPG
- 汎用TRPGシステム Asuraシステム（1992年／有限会社コスモエンジニアリング）
- 退魔戦記（1992年／有限会社コスモエンジニアリング）
- 退魔戦記マスタースクリーン（1992年／有限会社コスモエンジニアリング）
- プロレスカードRPG FATMAN（1992年／有限会社コスモエンジニアリング）
- 退魔戦記エキスパートセット「十二魔将」（1992年／有限会社コスモエンジニアリング）
- 阿修羅fantasy（1992年／有限会社コスモエンジニアリング）
- 阿修羅fantasyマスタースクリーン（1993年／有限会社コスモエンジニアリング）
- 探偵物語（ディテクティヴストーリー）（1993年／有限会社コスモエンジニアリング）
- 阿修羅fantasyエキスパートセット「十字軍遠征」（1994年／株式会社コスモエンジニアリング）
- PSYCHO MASTERS AD2065.（1994年／株式会社コスモエンジニアリング）
- 真・退魔戦記（2004年／株式会社テラネッツ）

### TCG／カードゲーム
- プロレスカードゲーム FATMAN（1986年／フラウニングカンパニー）
- 汎用TCGシステム AsuraSystemTCG（2000年／株式会社テラネッツ）
- エターナルヴォイスTCG（2000年／株式会社テラネッツ）
- エターナルヴォイスTCGゲイルvsカレン（2001年／株式会社テラネッツ）
- エターナルヴォイスTCGエヴォリューション（2001年／株式会社テラネッツ）
- 竜創騎兵ドラグーンTCG（2001年／株式会社テラネッツ）
- 竜創騎兵ドラグーンTCG東方神話の女神（2002年／株式会社テラネッツ）
- ギルティギアゼクスTCG（2002年／株式会社テラネッツ）

### PBM
- MTRPG1 PSYCHO MASTERS（1993年／有限会社コスモエンジニアリング）
- MTRPG3 竜創騎兵ドラグーン（1995年／有限会社不動舘／株式会社コスモエンジニアリング）
- MTRPG4 PSYCHO MASTERS AD2077.（1996年／有限会社不動舘／株式会社コスモエンジニアリング）
- MTRPG5 阿修羅fantasy（1996年／有限会社不動舘／株式会社コスモエンジニアリング）
- MTRPG6 オーガス（1997年／有限会社不動舘／株式会社コスモエンジニアリング）
- MTRPG7 退魔庁付属機関高等専門学校 大和武尊（1997年／株式会社コスモエンジニアリング）
- MTRPG8 芸能コロニー スター☆ミラージュ（1998年／株式会社コスモエンジニアリング）
- MTRPG9 真・退魔戦記 伝承妖魔降臨（1998年／株式会社コスモエンジニアリング）

### PBW
- WTRPG3 アクスディア（2003年／株式会社テラネッツ）
- WTRPG5 AsuraFantasyOnline（AFO）（2004年／株式会社テラネッツ）
- Justice&Jokers（2007年／REXi）
- 神代七代 学園X（2009年／REXi）
- 戦国来ちゃいました（2015年／REXi）
- ファントム・ディグニティ（2017年／REXi）
- ドラゴハウンド（2019年／REXi）

### その他
- 竜創騎兵ドラグーンeXplorer（1999年／株式会社ハドソン／株式会社コスモエンジニアリング）
- イラスト仲介サービス「宮廷絵師の部屋」（1999年／株式会社ハドソン／株式会社コスモエンジニアリング）
- イラスト仲介サービス オーダーメイドコム（OMC）（2000年／株式会社テラネッツ）
- DoCoMo公式ゲーム 竜創騎兵ドラグーンINSPIRE（2005年／株式会社テラネッツ）
- 水平思考ナゾときゲーム「ウミガメのラテ1(Kindle版)」（2021年／SaejimaNet）
- 水平思考ナゾときゲーム「ウミガメのラテ2(Kindle版)」（2022年／SaejimaNet）
- 雑学クイズバラエティ「トリビアの素ベーシックリターンズ2022(Kindle版)」（2021年／SaejimaNet）

## 外部サイト
- レクシィ株式会社 公式サイト
- ボードゲームとスープカリーBARドラゴンブレス公式サイト